# Montfermeil
Montfermeil (franskt uttal: [mɔ̃fɛʁmɛj]
 ( lyssna)) är en kommun i departementet Seine-Saint-Denis i regionen Île-de-France i norra Frankrike. Kommunen ligger i kantonen Tremblay-en-France som tillhör arrondissementet Le Raincy. År 2022 hade Montfermeil 28 257 invånare.

## Geografi
Montfermeil är 545 hektar stort och ligger 17 kilometer öster om Paris, på flanken till platån som utgörs av Forêt de Bondy.
Kommunen gränsar till Clichy-sous-Bois (i nordväst), Coubron (i norr), Gagny (i sydväst), Chelles (i sydost) samt Courtry (i nordost).

## Befolkningsutveckling
| Befolkningsutvecklingen i Montfermeil 1968–2021 | Befolkningsutvecklingen i Montfermeil 1968–2021 | Befolkningsutvecklingen i Montfermeil 1968–2021 | Befolkningsutvecklingen i Montfermeil 1968–2021 | Befolkningsutvecklingen i Montfermeil 1968–2021 |
| ----------------------------------------------- | ----------------------------------------------- | ----------------------------------------------- | ----------------------------------------------- | ----------------------------------------------- |
|                                                 |                                                 |                                                 |                                                 |                                                 |
| År                                              |                                                 |                                                 | Folkmängd                                       |                                                 |
| 1968                                            | 1968                                            |                                                 | 21 063                                          |                                                 |
| 1975                                            | 1975                                            |                                                 | 23 237                                          |                                                 |
| 1982                                            | 1982                                            |                                                 | 22 926                                          |                                                 |
| 1990                                            | 1990                                            |                                                 | 25 556                                          |                                                 |
| 1999                                            | 1999                                            |                                                 | 24 121                                          |                                                 |
| 2007                                            | 2007                                            |                                                 | 25 824                                          |                                                 |
| 2015                                            | 2015                                            |                                                 | 25 725                                          |                                                 |
| 2021                                            | 2021                                            |                                                 | 27 980                                          |                                                 |

## Kända personer
I Montfermeil har följande personer bott :
- Adam Jerzy Czartoryski, premiärminister i Polen
- Camille Corot, konstnär
- Charles-François Daubigny, konstnär
- Frantz Funck-Brentano, historiker
- Victor Hugo, författare, blev inspirerad av omgivningarna när han skrev Les Misérables
- Georges Seurat, konstnär

## Film
- 2008: Luc Bessons film From Paris with Love med John Travolta spelades delvis in i Montfermeil.